# Jacob Hvorup
Jacob Hvorup (* 18. Mai 1999) ist ein dänischer Leichtathlet, der sich auf den Sprint spezialisiert hat.

## Sportliche Laufbahn
Erste internationale Erfahrungen sammelte Jacob Hvorup im Jahr 2023, als er bei der 2. Liga der Team-Europameisterschaft im Rahmen der Europaspiele in Chorzów in 21,23 s Vierter im B-Lauf über 200 Meter wurde und mit der dänischen 4-mal-100-Meter-Staffel nicht ins Ziel kam. Im Jahr darauf belegte er bei den Europameisterschaften in Rom in 39,21 s den sechsten Platz im Staffelbewerb.
2019 wurde Hvorup dänischer Meister in der 4-mal-400-Meter-Staffel. Zudem wurde er 2024 Hallenmeister im 200-Meter-Lauf sowie 2022 in der 4-mal-200-Meter-Staffel.

## Persönliche Bestzeiten
- 100 Meter: 10,54 s (+1,6 m/s), 11. Juni 2022 in Hvidovre
  - 60 Meter (Halle): 6,81 s, 11. Februar 2023 in Malmö
- 200 Meter: 21,23 s (−0,8 m/s), 22. Juni 2023 in Chorzów
  - 200 Meter (Halle): 21,73 s, 17. Februar 2024 in Odense